# Апраксин переулок
Апра́ксин переу́лок— переулок в Центральном районе Санкт-Петербурга. Проходит от Садовой улицы до набережной реки Фонтанки. На север продолжается Мучным переулком.

## История

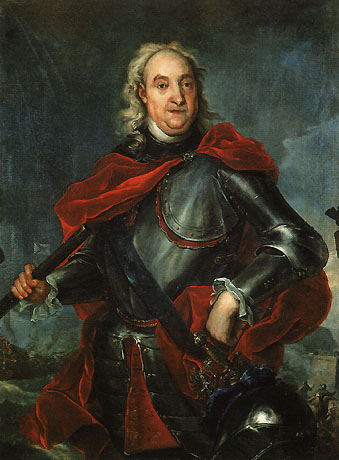
Портрет Фёдора Матвеевича Апраксина кисти Таннауэра

В 20-х годах XVIII века земли в районе лесной пустоши между рекой Фонтанкой и каналом были розданы приближённым Петра I. На месте загородной усадьбы, принадлежавшей сподвижнику Петра I генерал-адмиралу Фёдору Матвеевичу Апраксину, и находится современный переулок.

## Примечательные здания

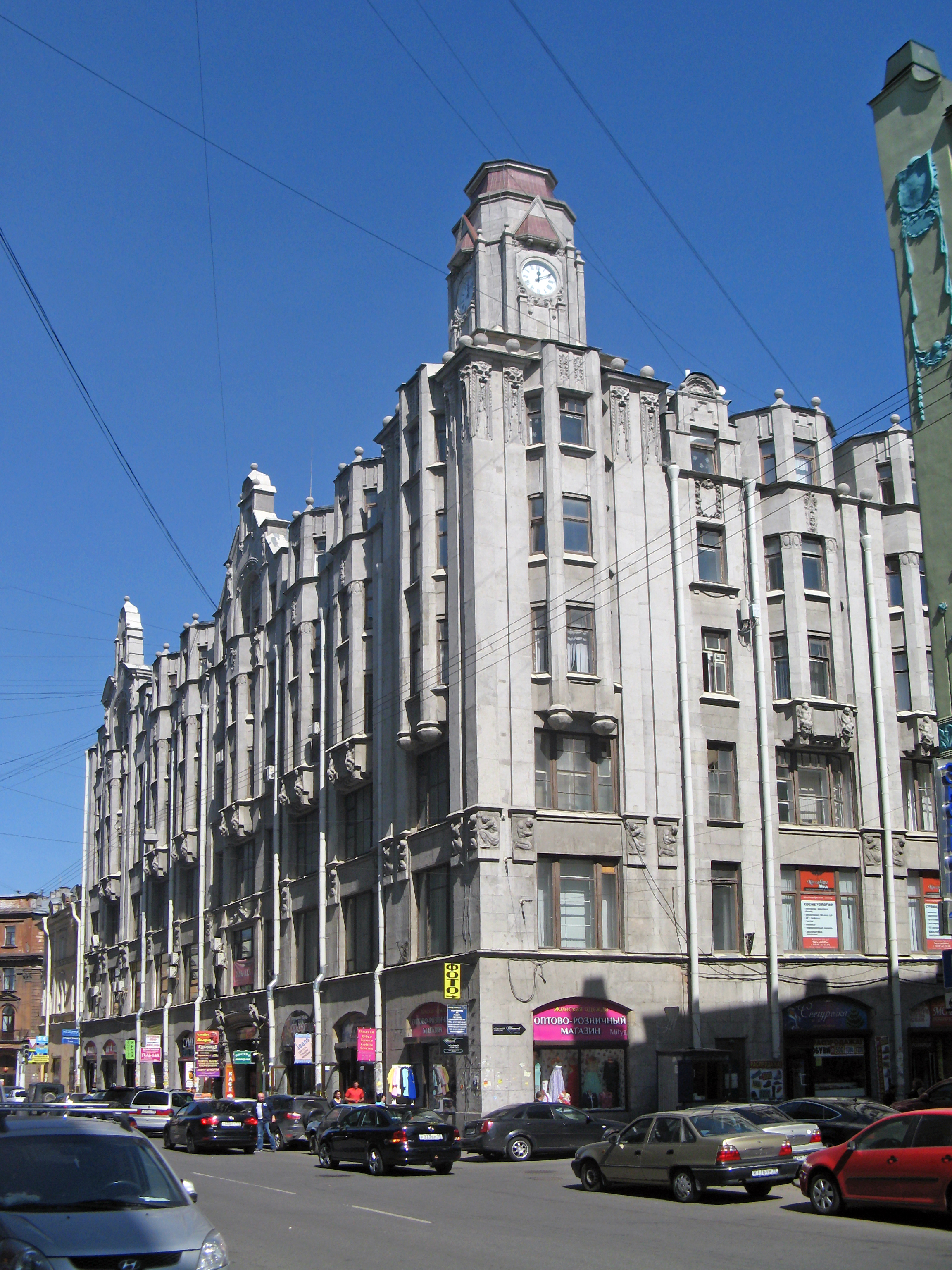
Доходный дом В. В. Корелина

- Дом № 4 — доходный дом В. В. Корелина с торговыми помещениями, нач. XIX в., 1862, перестроен в 1912 году архитектором А. Л. Лишневским.  7830909000
- Дом № 6 — здание купеческой гостиницы М. А. Александрова, архитектор Ф. И. Лидваль (1902).  7830910000
- Дом № 7 — доходный дом, архитектор А. И. Скарп (1862; надстроен двумя этажами). В этом здании находился подпольный Искровский комитет и типография петербургского комитета РСДРП. Дом снят с охраны КГИОП.  7800656000

## Пересечения
- Садовая улица
- Воронинский проезд
- Михайловский проезд
- Степановский проезд
- набережная реки Фонтанки